# Line Bareiro
Line Bareiro (nascida em 1950) é uma cientista política paraguaia, activista dos direitos civis e feminista.

## Biografia
Line Bareiro estudou na Universidade de Heidelberg na Alemanha, obtendo um mestrado em ciência política em 1979 e trabalhando como assistente de pesquisa de Dieter Nohlen . De volta ao Paraguai, trabalhou com a ONG Paraguaio de Datos (BPD) até à sua extinção por Alfredo Stroessner em 1982. Foi membro fundadora do Centro de Documentación e Estudios em 1985 e activa no movimento de mulheres Coordinación de Mujeres del Paraguay (CMP), fundado em 1987. Após o derrube de Stroessner em 1989, ela foi membro fundadora do Decidamos, um grupo de ONGs de defesa do cidadão.
Em 2010 Bareiro foi eleita para o Comité da ONU para a Eliminação da Discriminação contra a Mulher (CEDAW), para servir no comitê de 2011 a 2014.

## Obras seleccionadas
- (ed. with Clyde Soto & Mary Monte) Alquimistas: documentos para otra historia de las mujeres, 1993
- (ed. with Ticio Escobar & Saúl Sosnowski) Hacia una cultura para la democracia en el Paraguay, 1994
- (ed. with Celsa Vega) Campesinas frente a la pobreza : condiciones de vida de las familias organizadas de la Cordillera, 1994
- (ed. with Clyde Soto) Ciudadanas: una memoria inconstante, 1997
- (ed.) El costo de la libertad : asesinato y heridas en el marzo paraguayo, 1999
- (with Clyde Soto) Women. In Peter Lambert & Andrew Nickson, The Transition to Democracy in Paraguay, Springer, pp. 87–.